# Шифрування з симетричними ключами
Шифрування з симетричними ключами — схема шифрування, у якій ключ шифрування та ключ дешифрування збігаються або один легко обчислюється з іншого та навпаки, на відміну від асиметричного, де ключ дешифрування важко обчислити.

## Типи симетричних алгоритмів шифрування
Симетричні алгоритми шифрування можна розділити на потокові та блочні алгоритми шифрування. Потокові алгоритми шифрування послідовно обробляють текст повідомлення. Блочні алгоритми працюють з блоками фіксованого розміру. Як правило, довжина блоку дорівнює 64 бітам, але, в алгоритмі AES використовуються блоки довжиною 128 біт.
Симетричні алгоритми шифрування не завжди використовуються самостійно. В сучасних криптосистемах, використовуються комбінації симетричних та асиметричних алгоритмів, для того, аби отримати переваги обох схем. До таких систем належить SSL, PGP та GPG. Асиметричні алгоритми використовуються для розповсюдження ключів швидших симетричних алгоритмів.
До деяких відомих, поширених алгоритмів з гарною[джерело?] репутацією належать: Twofish, Serpent, AES (або Рейндайль), Blowfish, CAST5, RC4, TDES (3DES), та IDEA.

## Швидкість
В основному, симетричні алгоритми шифрування вимагають менше обчислень, ніж асиметричні. На практиці, це означає, що якісні асиметричні алгоритми в сотні або в тисячі разів повільніші за якісні симетричні алгоритми. Недоліком симетричних алгоритмів є необхідність мати секретний ключ з обох боків передачі інформації. Оскільки ключі є предметом можливого перехоплення, їх необхідно часто змінювати та передавати по безпечних каналах передачі інформації під час розповсюдження.

## Атаки на симетричні шифри
При застосуванні із асиметричними алгоритмами шифрування для передачі ключів, майже завжди використовуються генератори криптографічно стійких псевдовипадкових чисел для генерування симетричних ключів сеансу. Однак, брак достатнього рівня випадковості в цих генераторах, або в їх початкових векторах, в минулому часто призводив до втрати конфіденційності при передачі даних. Ретельний підхід до впровадження криптосистеми та генерація випадкових чисел із використанням високоякісних джерел випадкових чисел є дуже важливими для збереження конфіденційності даних, що передаються.